# スアト・セルダル
スアト・セルダル（Suat Serdar, 1997年4月11日 - ）は、ドイツ・ビンゲン・アム・ライン出身のサッカー選手。エラス・ヴェローナFC所属。ポジションはミッドフィールダー。

## 経歴
2015年9月18日のTSG1899ホッフェンハイム戦でブンデスリーガデビューを果たす。
2018年5月17日、FCシャルケ04と4年契約を結んで移籍した。
2021年6月11日、ヘルタ・ベルリンへの移籍が発表された。
2023年8月22日、2022-23シーズンはエラス・ヴェローナFCへレンタル移籍することが決定した。